# استفان اوژه
استفان اوژه (فرانسوی: Stéphane Augé‎؛ زادهٔ ۶ دسامبر ۱۹۷۴) دوچرخه‌سوار اهل فرانسه است.